# Axel Munthe

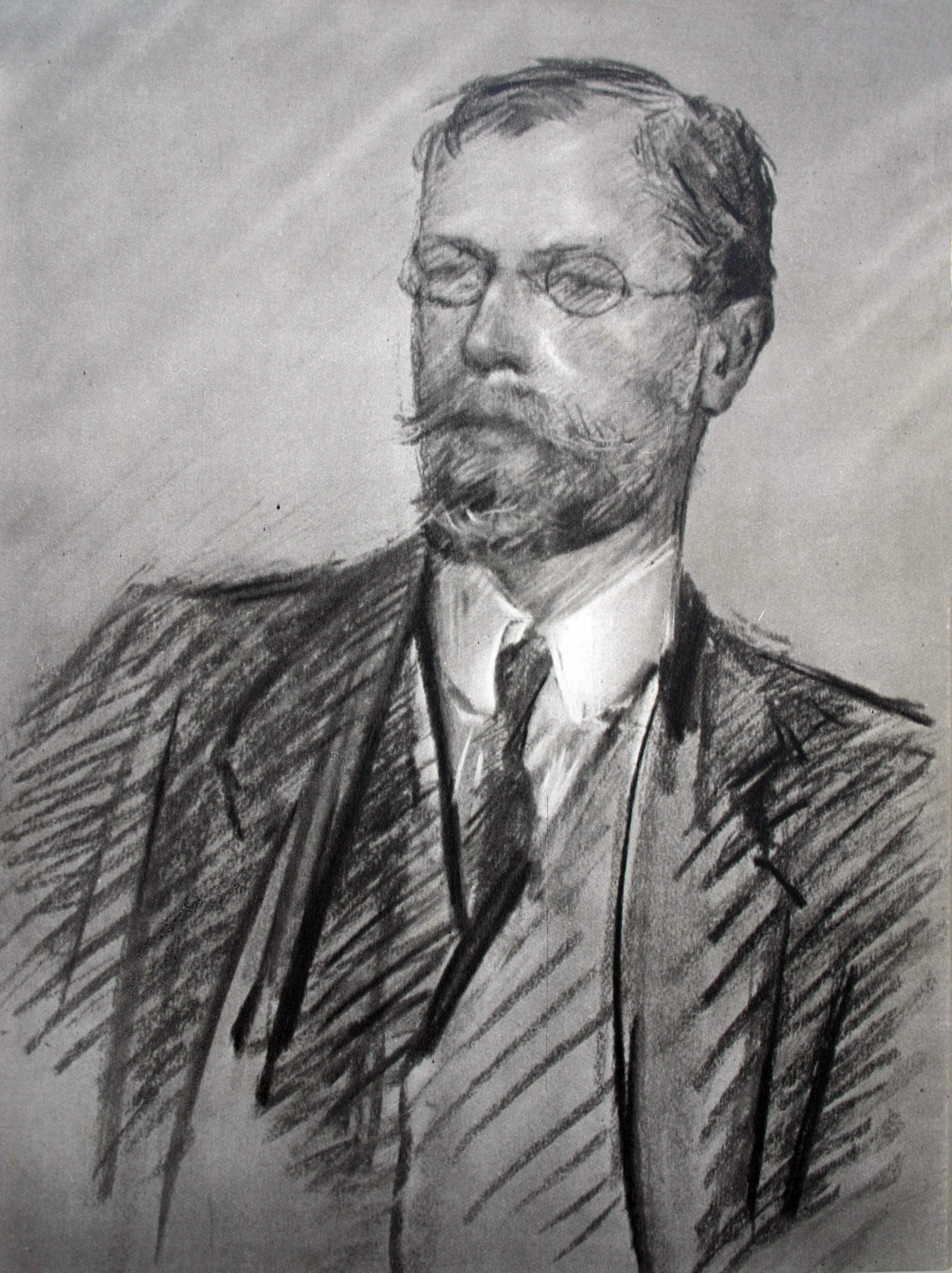
Axel Munthe,
Feodora Gleichen műve

Axel Martin Fredrik Munthe (Oskarshamn, 1857. október 31. – Stockholm, 1949. február 11.) svéd születésű orvos és pszichiáter.
Leginkább The Story of San Michele című önéletrajzi regényének szerzőjeként ismert, amely életét és munkásságát összegzi. Svédországban nőtt fel, és Franciaországban végezte el az orvosi egyetemet, ahol magánrendelőt is nyitott. Több nyelven beszélt folyékonyan (svédül, angolul, franciául és olaszul). Egy angol arisztokrata nőt vett feleségül, és felnőttéletének nagy részét Olaszországban töltötte. Emberszerető természete miatt gyakran segített a szegényeknek anélkül, hogy bármit várt volna cserébe, és az életét is kockáztatta, hogy orvosi segítséget nyújtson háborúk, katasztrófák vagy éppen a pestis idején. Az állatok jogaiért is kiállt: megvásárolt egy területet olaszországi háza mellett, ahol madármenhelyet alakított ki, tiltakozott a kegyetlen csapdák használata ellen, és maga is sokféle állatot tartott a bagolytól a páviánig, sokféle kutya mellett.
Írása könnyed, fő ihletforrása a saját élettapasztalata, de nem nélkülözi a tragédiát és a szomorúságot sem. Gyakran használ irodalmi nyelvezetet, és főleg az emberekkel, szeszélyeikkel foglalkozik írásaiban, a gazdagok és a szegények emberi gyengeségeit egyaránt megjeleníti, valamint állatokról is ír.

## Korai évek

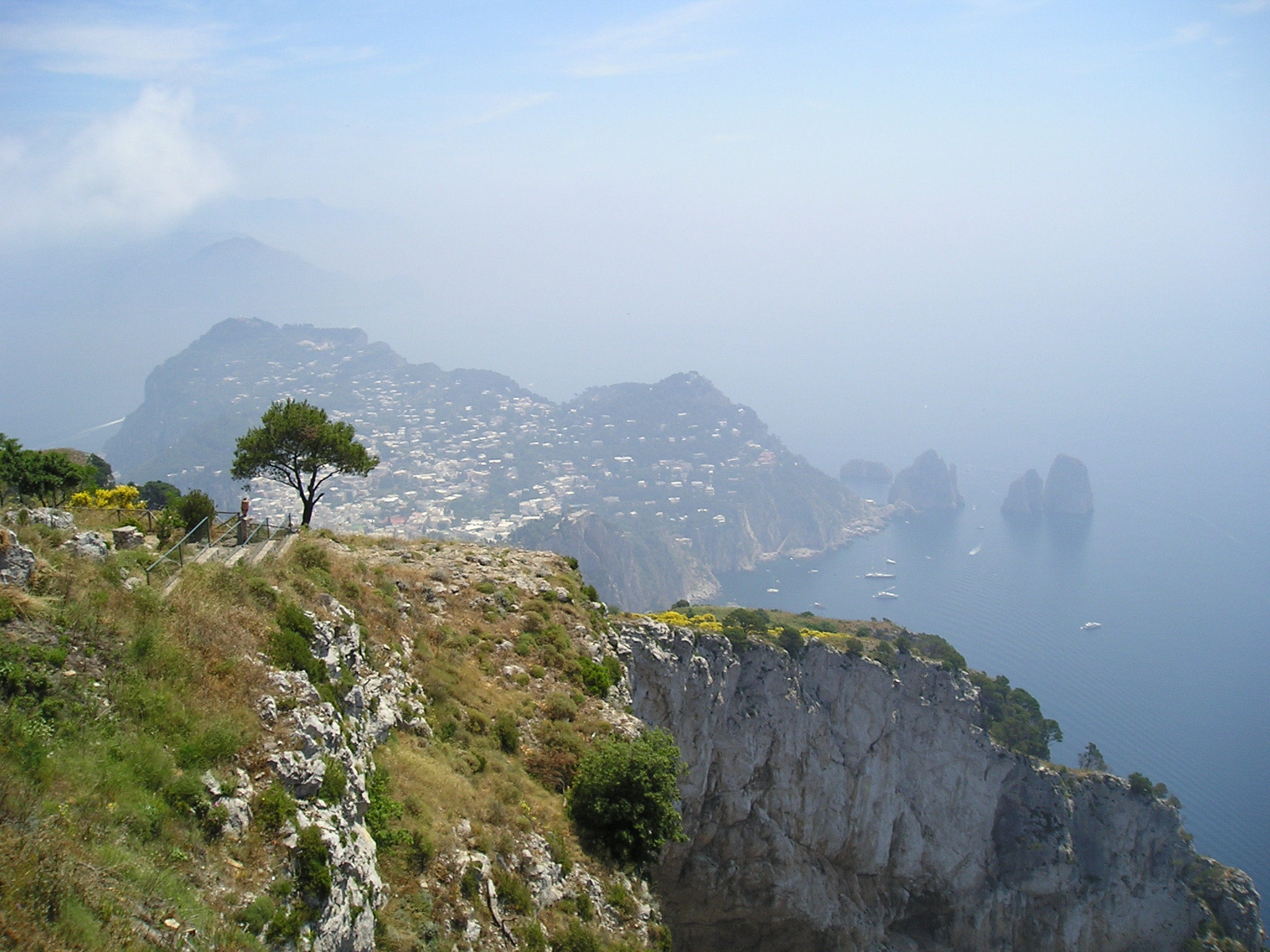
Anacapri, 2004

A családja eredetileg flamand származású, a 16. században telepedtek le Svédországban.
1874-ben az Uppsalai Egyetemen kezdte meg orvosi tanulmányait. 1875-ben olaszországi utazása során Sorrentóból elhajózott Capri-szigetére. A föníciai lépcsőkön mászott fel Anacapriba, ahol meglátott egy parasztházat, mellette egy Szent Mihálynak szentelt templom romjaival. Azonnal magával ragadta az ötlet, hogy újjáépítse a romokat, és az otthonává alakítsa a helyet.
Uppsalában, Montpellier-ben és Párizsban (Jean-Martin Charcot tanítványaként) végezte az orvosi egyetemet, 1880-ban, 23 évesen diplomázott. Bár szakdolgozatát szülészet és nőgyógyászat témában írta, Charcot úttörő munkássága az idegtudomány területén lenyűgözte. Később azonban Charcot-val megromlott a kapcsolatuk, Munthe kritizálta a hipnózisról szóló tanait, és el is hagyta a Salpêtrière-t.

### Szülők és testvérek
Ő volt a legfiatalabb három testvér közül. Apja, Martin Arnold Fredrick Munthe (?–1877) kémikus volt, puritán és autokratikus nevelésben részesítette gyermekeit, és sokat betegeskedett. Anyja Louisa Aurora Ugarsky (?–1878). Legidősebb testvére, Anna (1854–?) kétszer házasodott, huszonegy évesen hozzáment Reinhold Norstedt festőhöz, ez idő alatt készült virágos festményeit a Nemzeti Galériában és egyéb galériákban állították ki. Norstedt halála után Frans Siberg vette el.
A második gyermek, Arnold (?–1927), későbbi művész, színész, dramaturg és nyugalmazott svéd haditengerészeti kapitány a francia birodalmi flottában szolgált, és olyan ismert forgatókönyveket írt, mint például a Magnus Stenbok, Magdalena Rudenskiold, The March Over The Belt. Emellett néhány tengerészeti könyv szerzője, melyekben többek között XII. Károly svéd király, az orosz flotta és svéd hősök szerepelnek.

## Párizs és Olaszország
A diploma után Munthe magánrendelőt nyitott Párizsban. Főképp a skandináv művésztelep ellátásával foglalkozott. 1884-ben Nápolyba utazott, hogy orvosi segítséget nyújtson a kolerajárvány áldozatainak.
1887-ben Capriba költözött, megvásárolta a Villa San Michelét, és belekezdett a felújításába. A munka nagy részét ő maga végezte, de helyieket is alkalmazott.
1890-ben pénzszűkében Rómában nyitott rendelőt, amelyet a helyiek mellett külföldi méltóságok is látogattak. Ettől kezdve idejét megosztotta Róma és Capri között.

## Viktória svéd királyné

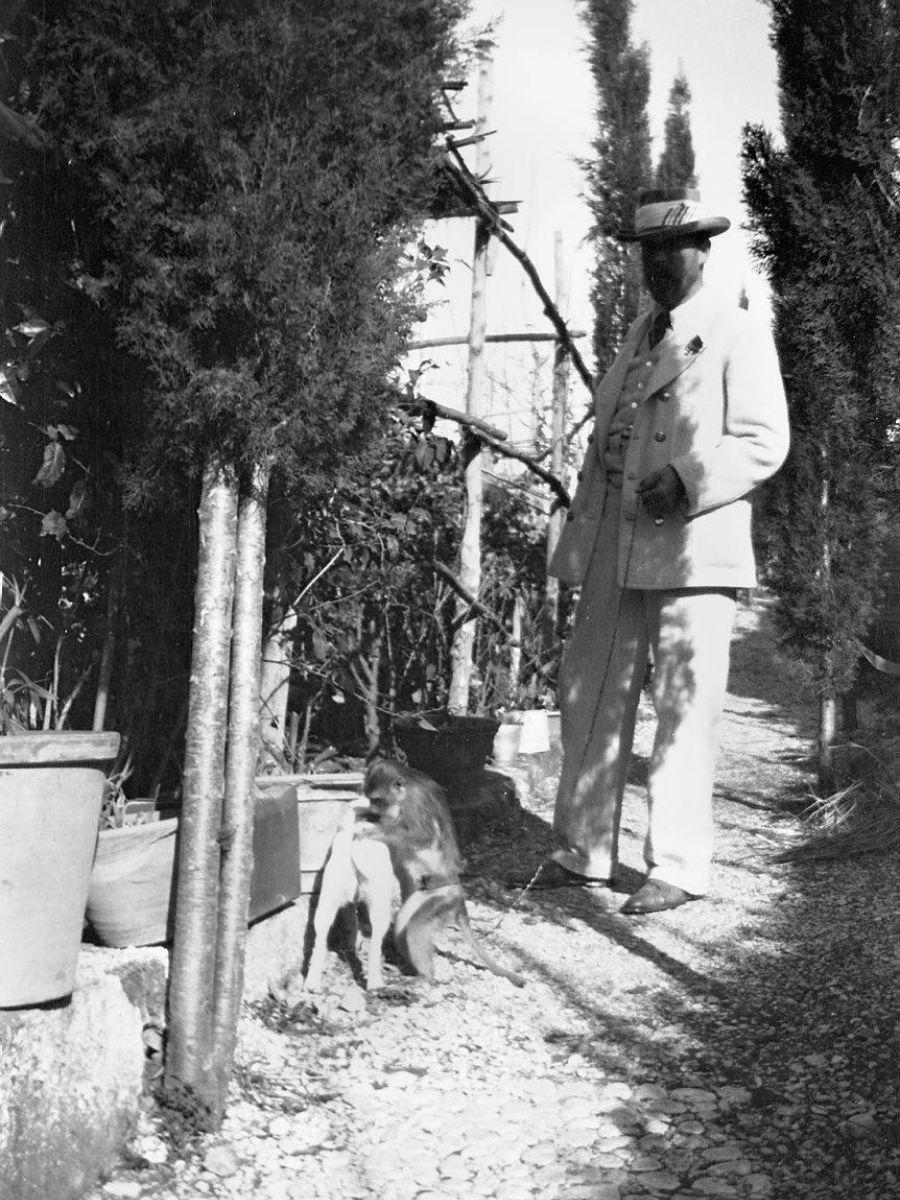
Axel Munthe háziállataival, fényképezte Viktória svéd királyné

1892-ben a svéd királyi család orvosának nevezték ki, méghozzá Viktória badeni koronahercegnő (később királyné) személyes ellátására, annak 1930-ban bekövetkező haláláig, bár nem voltak folyamatos kapcsolatban.
Viktória súlyos hörghuruttól és feltehetően tuberkulózistól szenvedett, ezért Munthe azt ajánlotta neki, hogy egészségi okokból töltse a teleket Caprin. Bár először vonakodott, 1910 őszén Caprira utazott, és ettől kezdve minden évben hónapokat töltött a szigeten, kivéve az első világháború alatti és halála előtti időket.
Ott tartózkodása alatt a királyné gyakori látogató volt a Villában, és csatlakozott Munthéhoz reggeli sétái alkalmával a sziget körül. Együtt koncerteket is szerveztek a villában, amelyeken a királyné zongorán játszott. Viktória osztozott Munthe állatszeretetében, ő maga is tartott kutyát, és segítette Munthe próbálkozásait, hogy a Mount Barbarossát megvegye és madármenhellyé alakítsa. Mindezek okot adtak a megerősítetlen pletykára, hogy szeretők voltak.
A fiatal Maria hercegnő, aki V. Gusztáv svéd király tanácsára kétszer is elkísérte Viktóriát Caprira, károsnak találta Munthe hatását a királyi családra, és hipnotikus erőt tulajdonított neki. Évekkel később állította, hogy Munthe azt akarta, hogy a páciense legyen, és közeledett hozzá. A királyi család Munthéba vetett vak bizalmát okolta Wilhelm hercegtől való későbbi válásáért.
Egyes jellemzések alapján Munthét kevésbé érdekelte páciensei egészsége, mint a saját hírneve és kényelme. Viktória állapotára is inkább károsnak tartották a szigetre tett látogatásokat.
Munthe szenvedélyes természetére utal a Lady Ottoline Morrell-lel való állítólagos viszonya is. Először 1898 nyarán találkoztak. Ottoline ekkor még huszonéves hajadon volt, a londoni elit tagja, amelyet azonban megvetett. Intellektuális érdeklődése az érettebb férfiakhoz vonzotta, főleg olyanokhoz, akik nem sokat törődtek társadalmi megítélésükkel, például Herbert Asquithhoz. Axel Munthe is érdeklődést váltott ki belőle, és Capri szigetén jelentős időt töltöttek kettesben.

## Házasságok
Axel Munthe 1880. november 24-én feleségül vette Ultima Hornberg svéd származású művésznőt, akivel párizsi tanulmányai alatt találkozott. Az 1880-as évek végén elváltak, az asszony 1892-ben férjhez ment egy Gustaf Richter nevű svéd gyártulajdonoshoz, akitől 1893-ban fia született. Hornberg 1895-ben hunyt el.
1907-ben Munthe összeházasodott Hilda Pennington-Mellor (1876–1967) arisztokrata hölggyel. A család két nevezetes tulajdona: Herefordshire-ben Hellens, az ország egyik legrégebbi lakóháza és a Southside House, egy 17. századi kúria Londonban, Wimbledon Commonban. Két fiuk született, Peter és Malcolm.
Egy anekdota szerint, amikor Munthe kiadójával, John Murray-vel tárgyalt a The Story of San Michele kiadásáról a southside-i kertben, Murray azt mesélte, hogy őse és névrokona, John Murray (1778–1843) ugyanabban a kertben üldögélt Lord Byronnal, hogy megvitassák Byron műveinek kiadását.
1910–11-ben Munthe egy tizennégy szobás nyaralót építtetett a feleségének Svédországban, amely eredetileg a Stengarden nevet viselte, de felesége halála óta Hildasholmként ismerik. A Siljan tó fái között található, Dalarnában. Az építész Torben Grut volt, aki a Stockholm Stadiont is tervezte az 1912-es nyári olimpiára. Hilda angolkerttel vette körül a házat, ami illett a sziklás környezethez, és olasz, angol és francia 17–19. századi bútorokkal rendezte be. A család általában a nyarakat ebben a házban töltötte, de Munthe gyakrabban volt a San Michelében.

## Késői évek
1919 és 1920 között Munthe akarata ellenére Luisa Casati botrányos előkelőség főbérlője volt, aki megszerezte a villát. Az időszakról Compton Mackenzie naplójában található beszámoló. Munthe egy szembetegség miatt szinte teljesen vakká vált, és képtelen volt elviselni a ragyogó olasz napsütést, ezért visszatért Svédországba néhány évre. Ezalatt született The Story of San Michele című könyve, amely elnyerte a közönség tetszését, legalább 45 nyelvre lefordították, és állítólag a 20. század egyik legtöbb példányban eladott könyve.
Látását egy műtéttel helyreállították, és még néhány évet a San Michelében töltött, mielőtt 1942-ben végleg visszatért Svédországba. Életének utolsó éveit a svéd király hivatalos vendégeként töltötte.
A második világháború alatt fia, Malcolm Pennington Mellor Munthe a Különleges Hadműveletek Végrehajtó Egységében szolgált az elfoglalt Skandináviában a náci vonalak mögött, és az anziói szövetséges partraszállásban is részt vett. Malcolm súlyosan megsebesült a háborúban, és később visszavonult életmódot folytatott.
Axel Munthe a stockholmi királyi palotában hunyt el, 91 évesen. Hamvait az Északi-tengerbe szórták. Családjának emléktáblája a Római Protestáns Temetőben található.

## Orvosi kitekintés
Munthe igyekezett elkerülni a gyógyszerek alkalmazását a pszichológiai eseteinél, amikor erre lehetősége volt, inkább hipnózist, zenét és alternatív gyógymódokat ajánlott. Segédkezett Louis Pasteurnek a veszettség elleni oltás fejlesztésében. A veszettséghez hasonló reménytelen és nagy szenvedést okozó betegségek esetében az eutanázia mellett érvelt.

## Művei
The Story of San Michele című könyve beárnyékolja a többi megjelent művét, és tartalmaz is elemeket előzőleg született írásaiból. Korai műveit nehéz fellelni, és nagyon sokba is kerülnek, de mostanra legalább már egy könyve jogdíj nélkülivé vált és ingyenesen elérhető.
Doktori disszertációján kívül az első megjelent írásai az utazásairól, a nápolyi kolerajárvány idején végzett munkájáról szóltak, és a Stockholm Dagblad című újságban jelentek meg. Ezek a cikkek 1887-ben egy könyvben összegyűjtve is megjelentek, amelyet Maude Valerie White fordított angolra. A második, 1899-es kiadást már maga Munthe fordította le.
A Vagaries először 1898-ban jelent meg, és most már jogdíjmentes. A második kiadás 1908-ban új címet kapott: Memories and Vagaries. 1930-ban harmadszorra is kiadták, előszóval kiegészítve, és részben más történetet tartalmaz, más sorrendben.
A világháborús sürgősségi mentőszolgálatnál töltött időszak emlékeit összegyűjtő Red Cross, Iron Cross című könyve névtelenül jelent meg – „egy francia orvos műve” – 1916-ban Londonban, és a teljes bevételt a Francia Vöröskereszt kapta meg. 1930 körül megjelent egy második, Munthénak tulajdonított kiadás.

### Publikációk más nyelveken
- Små Skizzer, Stockholm, 1888
- Bref och Skizzer, Stockholm, 1909
- A Letters from a mourning city megjelent 1885-ben svédül és 1910-ben olaszul.
- Memories and Vagaries című könyvének címét nagyon változatosan fordították más nyelvekre, gyakran valami olyasmire, mint Emberek és szörnyek öreg könyve.

## Öröksége

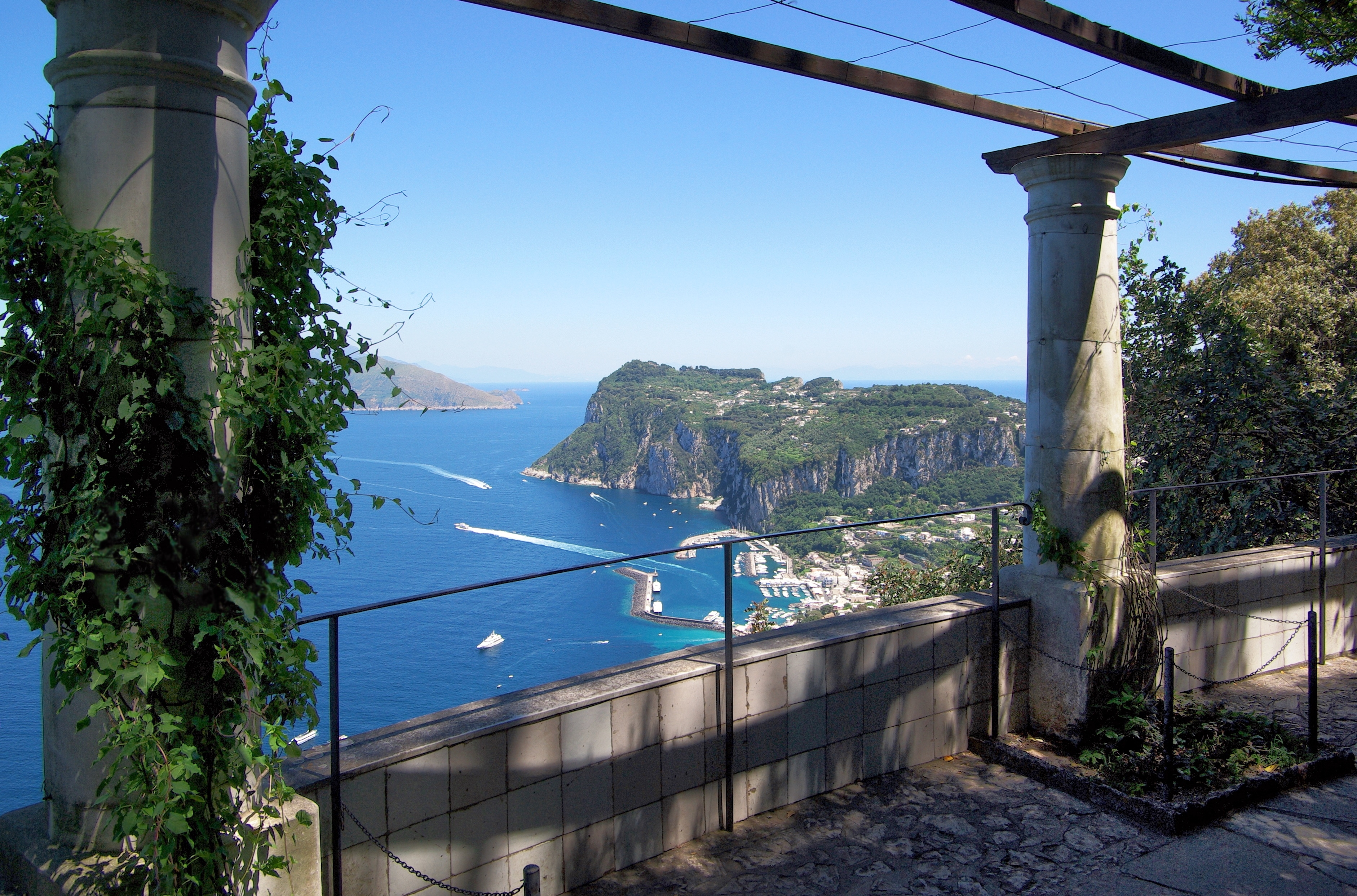
Capri kikötője a Villa San Michele rotundájából

Munthe 1949-ben, 91 évesen hunyt el Stockholmban. Számos műtárgya most múzeumok és kulturális központok tulajdonában van. A Villa San Michelét végrendeletében Svédországra hagyta, és egy svéd alapítvány tartja fenn. Az épület kulturális központként működik, koncertek színhelye, svéd tudósok látogatják, és a helyi svéd konzulátus is itt található. Az alapítvány tartja fenn a Mount Barbarossa madármenhelyet is, amely több mint 55 000 négyzetméteren helyezkedik el.
1980-ban létrehoztak egy alapítványt (a Stiftelsen Hildasholmot), hogy megőrizzék és fenntartsák Hildasholmot, Munthe svéd otthonát. Malcolm Munthe az alapítványnak ajándékozta a házat a műalkotásokkal és a régiségekkel, azóta múzeumként üzemel. 1988-ban történelmi épületnek nyilvánították, 1995 és 1999 között átfogó felújításon esett át. A vezetett látogatásokon kívül művészettörténeti előadásoknak és koncerteknek ad otthont.
Malcolm Munthe életének nagy részét a második világháború után a család két villájának felújításának szentelte. A gyermekei megalakították a Pennington-Mellor-Munthe Jótékonysági Alapítványt, amely a Southside House és a Hellens Manor fenntartásával foglalkozik. Ezeken a helyeken szintén tartanak kulturális eseményeket: koncerteket, előadásokat és irodalmi esteket. A család tagjai időszakosan még mindig lakják őket.
Legalább két nemzetközi konferenciát tartottak Munthe tiszteletére, amelyek közül a másodikat 2003. szeptember 13-án rendezték Hildesholmban, Leksandban. Az előadók között volt dr. Ian McDonald, Erdős Levente (építész, a San Michele korábbi kurátora), Bengt Jangfeldt svéd író, dr. Peter Cottino, Marten Lindstahl, dr. Katriona Munthe-Lindgren és Alden Smith professzor a Baylor University klasszika tanszékéről.

## Magyarul
- San Michele regénye; ford. Benedek Marcell; Káldor, Budapest, 1932
- Régi könyv emberekről és állatokról; ford. Fenyő László; Káldor, Budapest, 1934
- Egy orvos történetei [Régi könyv emberekről és állatokról]; ford. Fenyő László; Fátum-ars, Budapest, 1994
- San Michele regénye; ford. Benedek Marcell, szöveggond. Benedek András, Benedek István; Fabula, Budapest, 1993

## Ajánlott irodalom

### Angolul
- The Story of Axel Munthe, G. Munthe, G. Uezkull (1953)
- The Story of Axel Munthe, Capri and San Michele, A. Andrén (másokkal együtt, 1959)

### Más nyelveken
- Boken om Axel Munthes San Michele, Levente A S Erdeos, 1999 ISBN 9172033428
- En osalig ande: Berättelsen om Axel Munthe, Bengt Jangfeldt, 2003, svéd nyelven. Angolra fordította Harry Watson (Axel Munthe: The Road to San Michele), 2008 ISBN 9781845117207

## Film
- Axel Munthe, der Arzt von San Michele, rendezte: Rudolf Jugert, főszerepben O. W. Fischer (Axel Munthe), 1962

## Fordítás
- Ez a szócikk részben vagy egészben  az   Alex Munthe című angol Wikipédia-szócikk ezen változatának fordításán alapul.  Az eredeti cikk szerkesztőit annak laptörténete sorolja fel. Ez a jelzés csupán a megfogalmazás eredetét és a szerzői jogokat jelzi, nem szolgál a cikkben szereplő információk forrásmegjelöléseként.